# Olli V. Lounasmaa
Olli Viktor Lounasmaa, född 20 augusti 1930 i Åbo, död 27 december 2002 i Goa, Indien, var en finländsk fysiker.
Lounasmaa blev filosofie doktor vid universitetet i Oxford 1958, var 1965–69 professor i teknisk fysik vid Tekniska högskolan i Helsingfors och 1970–96 forskarprofessor/akademiprofessor vid Finlands Akademi. Han grundade och var 1973–95 chef för Tekniska högskolans köldlaboratorium som under hans ledning gjorde stora framsteg inom forskningen om supraflytande helium-3 och vissa metallers kärnmagnetism. I början av 1980-talet började han ägna sig åt forskning om hjärnan, så kallad magnetoencefalografi (MEG) och utvecklade detektorer för studier av människans hjärnfunktioner. Han var hedersdoktor vid Tekniska högskolan i Helsingfors, Tammerfors tekniska högskola och Helsingfors universitet, både vid filosofiska och medicinska fakulteterna samt tilldelades akademikers titel 1997.